# 帕拉賽特灣
66°46′S 141°33′E / 66.767°S 141.550°E
帕拉賽特灣是南極洲的海灣，位於阿黛利地，處於佩阿日島和德庫維特角之間，由法國探險隊被繪入地圖，現時由南極條約體系管理。